# Kabinett D’Alema II
Das Kabinett D’Alema II regierte Italien vom 22. Dezember 1999 bis zum 25. April 2000. Das erste Kabinett von Ministerpräsident Massimo D’Alema trat zum Zweck einer Kabinettsumbildung zurück, das zweite Kabinett wegen der für das Mitte-links-Bündnis am 16. April 2000 klar verlorenen Regionalwahlen. Es folgte das Kabinett Amato II.

## Minister
| Ministerien                    | Name                | Partei    |
| ------------------------------ | ------------------- | --------- |
| Ministerpräsident              | Massimo D’Alema     | DS        |
| Äußeres                        | Lamberto Dini       | RI        |
| Inneres                        | Enzo Bianco         | Dem       |
| Justiz                         | Oliviero Diliberto  | PdCI      |
| Verteidigung                   | Sergio Mattarella   | PPI       |
| Schatz und Haushalt            | Giuliano Amato      | parteilos |
| Finanzen                       | Vincenzo Visco      | DS        |
| Landwirtschaft                 | Paolo De Castro     | Dem       |
| Öffentliche Arbeiten           | Willer Bordon       | Dem       |
| Verkehr                        | Pierluigi Bersani   | DS        |
| Industrie                      | Enrico Letta        | PPI       |
| Außenhandel                    | Piero Fassino       | DS        |
| Post, Kommunikation            | Salvatore Cardinale | UDEUR     |
| Gesundheit                     | Rosy Bindi          | PPI       |
| Arbeit und Soziales            | Cesare Salvi        | DS        |
| Kulturgüter                    | Giovanna Melandri   | DS        |
| Umwelt                         | Edoardo Ronchi      | FdV       |
| Schulen                        | Luigi Berlinguer    | DS        |
| Hochschulen und Forschung      | Ortensio Zecchino   | DS        |
| Minister ohne Geschäftsbereich | Name                | Partei    |
| Regionen                       | Katia Bellillo      | PdCI      |
| Verwaltung                     | Franco Bassanini    | DS        |
| Gleichberechtigung             | Laura Balbo         | FdV       |
| Europapolitik                  | Patrizia Toia       | PPI       |
| Verfassungsreformen            | Antonio Maccanico   | Dem       |
| Beziehungen zum Parlament      | Agazio Loiero       | UDEUR     |
| Sozialer Zusammenhalt          | Livia Turco         | DS        |